# Josep Raimon Prous Cochs
Josep R. Prous Cochs (Reus, 21 de juliol de 1930 - 19 de març de 2020) fou un bioquímic i empresari català. Fou el fundador de Prous Institute for Biomedical Research l'any 2000 i president de l'empresa barcelonina Prous Science. L'any 2013 va ser guardonat amb el premi Creu de Sant Jordi per la Generalitat de Catalunya.

## Prous Science
Originalment Prous Science fou una empresa internacional, de producció d'articles sobre ciències de la salut, establerta l'any 1965 i amb seu a Barcelona. La companyia fou adquirida per Thomson Reuters més tard, el 2007. Paral·lelament, Prous fundà el Prous Institute for Biomedical Research l'any 2000, com una empresa spin-off biotecnològica de Prous Science, de la qual també en seria president. Les oficines principals es troben a Barcelona i té filials a Filadèlfia (Estats Units), Buenos Aires (Argentina) i Tòquio (Japó).

## Premis i reconeixements
L'any 2013 va ser guardonat amb el premi Creu de Sant Jordi que atorga el Departament de Cultura de la Generalitat de Catalunya.